# Багадиров, Каральбий Джамболетович
Каральбий Багадиров Джамболетович (род. 3 марта 1947 года, аул Шовгеновск, Шовгеновского района, Адыгейская АО, Краснодарский край, РСФСР, СССР) — тренер майкопской школы дзюдо и самбо. Заслуженный тренер РСФСР с 1983 года.

## Образование
Окончил Майкопский автотранспортный техникум в 1971 году и факультет физического воспитания Адыгейского государственного педагогического института в 1977 году.

## Спортивная карьера
Начал заниматься самбо в 1966 году в самой первой группе под руководством заслуженного тренера СССР Коблева Якуба Камболетовича в городе Майкопе.
Бронзовый призёр чемпионата РСФСР по самбо 1971 году в г. Туапсе. Чемпион Центрального Совета ДСО «Урожай» 1972 года.
Выступал за ДСО «Буревестник» и «Урожай».
Мастер спорта СССР с 1971 года.

## Тренерская карьера
Заслуженный тренер РСФСР с 1983 года.
Тренерскую работу начал в 1973 году, развивая борьбу в открывшемся Шовгеновском филиале знаменитой майкопской школы дзюдо и самбо.
Занятия проводились в зале средней школы №1. Несмотря на малые размеры зала 36 кв.м. он был переполнен борцами. Уборку помещения и дежурства вели сами юные спортсмены.
Первым мастером спорта в секции Каральбия Багадирова стал Довлетбий Зафесов в 1974 г.
В 1976 г. переехал из Шовгеновска в г. Майкоп к своим ведущим ученикам Беданокову Рамазану и Куваеву Хазрету, к тому времени, вызывавшимися в молодёжную сборную СССР.
1976-1990 гг работал в майкопском опорном пункте, где вместе с Коблевым Якубом Камболетовичем, Шхалаховым Валентином Ибрагимовичем, Гатагу Адамом Моссовичем, Дахужевым Сафербием Махмудовичем, Махошем Асланом Ибрагимовичем, Рубановым Михаилом Николаевичем и др. была подготовлена плеяда звёзд советского дзюдо и самбо.
За время работы пятеро его воспитанников стали мастерами спорта СССР международного класса, 69 мастеров спорта СССР и России, более 100 — кандидатами в мастера спорта.
Его ученики внесли большой вклад в развитие советского дзюдо и самбо, будучи участниками Чемпионатов Мира, Европы, став чемпионами и призёрами Чемпионатов СССР, ДСО Профсоюзов, самых крупных международных турниров по дзюдо и самбо.

## Известные ученики

### Мастера спорта СССР международного класса
- Куваев Хазрет (дзюдо)
- Меретуков Сагид (самбо)
- Беданоков Рамазан  (дзюдо)
- Джанчатов Мурат (дзюдо)
- Тюльпаров Мурат (дзюдо)
- Аутлев Айдамир (самбо)

### Мастера спорта СССР
- Беданоков Байзет (дзюдо и самбо)
- Гишев Сальбий (дзюдо)
- Напсов Раджеб (дзюдо)
- Киков Кадырбеч (дзюдо и самбо)
- Потоков Гумер (дзюдо)
- Зафесов Довлетбий (дзюдо)
- Дзыбов Аскер (дзюдо)

## Память
В Шовгеновске открыт универсальный спорткомплексе им. К. Д. Багадирова. Ежегодно проводится всероссийский турнир в честь прославленного тренера.